# Model de generació de trànsit
Un model de generació de trànsit és un model estocàstic dels fluxos de trànsit o fonts de dades en una xarxa de comunicació, per exemple, una xarxa cel·lular o una xarxa d'ordinadors. Un model de generació de paquets és un model de generació de trànsit dels fluxos de paquets o fonts de dades en una xarxa de commutació de paquets. Per exemple, un model de trànsit web és un model de les dades que s'envia o reben el navegador web d'un usuari. Aquests models són útils durant el desenvolupament de tecnologies de telecomunicacions, per analitzar el rendiment i la capacitat de diversos protocols, algorismes i topologies de xarxa.

## Aplicació
El rendiment de la xarxa es pot analitzar mitjançant la mesura del trànsit de xarxa en una xarxa de banc de proves, utilitzant un generador de trànsit de xarxa com iperf, bwping i Mausezahn. El generador de trànsit envia paquets simulats, sovint amb un identificador de paquet únic, que permet fer un seguiment del lliurament de paquets a la xarxa.
L'anàlisi numèrica mitjançant simulació de xarxa és sovint un enfocament menys costós.
Un enfocament analític que utilitza la teoria de les cues pot ser possible per a un model de trànsit simplificat, però sovint és massa complicat si s'utilitza un model de trànsit realista.

## El model d'origen cobdiciós
Un model de dades de paquets simplificat és el model d'origen cobdiciós. Pot ser útil per analitzar el rendiment màxim per al trànsit de millor esforç (sense cap garantia de qualitat de servei). Molts generadors de trànsit són fonts avides.

## Model de trànsit de Poisson
Un altre model de generació de trànsit tradicional simplificat per a dades de paquets, és el procés de Poisson, on el nombre de paquets entrants i/o les longituds dels paquets es modelen com una distribució exponencial. Quan el temps d'arribada dels paquets és exponencial, amb una mida de paquet constant s'assembla a un sistema M/D/1. Quan tant les arribades entre paquets com les mides són exponencials, és una cua M/M/1:

## Models de trànsit de cua llarga
Tanmateix, el model de trànsit de Poisson no té memòria, la qual cosa significa que no reflecteix la naturalesa explosiva de dades de paquets, també coneguda com a dependència de llarg abast. Per a un model més realista, un procés autosimilar com la distribució de Pareto es pot utilitzar com a model de trànsit de cua llarga.

## Model de dades de càrrega útil
El contingut real de les dades de càrrega útil normalment no es modela, sinó que es substitueix per paquets ficticis. Tanmateix, si les dades de càrrega útil s'han d'analitzar pel costat del receptor, per exemple pel que fa a la taxa d'error de bits, sovint s'assumeix un procés de Bernoulli, és a dir, una seqüència aleatòria de nombres binaris independents. En aquest cas, un model de canal reflecteix les alteracions del canal com ara el soroll, la interferència i la distorsió.

## Model 3GPP2
Un dels models 3GPP2 es descriu a Aquest document descriu els següents tipus de fluxos de trànsit:
- Enllaç descendent :
  - HTTP / TCP
  - FTP / TCP
  - Protocol d'aplicació sense fil
  - Vídeo gairebé en temps real
  - veu
- Enllaç ascendent :
  - HTTP / TCP
  - FTP / TCP
  - Protocol d'aplicació sense fil
  - veu
  - Jocs en xarxa mòbil

La idea principal és implementar parcialment els protocols HTTP, FTP i TCP. Per exemple, un generador de trànsit HTTP simula la descàrrega d'una pàgina web, que consta d'una sèrie d'objectes petits (com ara imatges). S'utilitza un flux TCP (per això el generador TCP és imprescindible en aquest model) per descarregar aquests objectes segons les especificacions HTTP1.0 o HTTP1.1. Aquests models tenen en compte els detalls del treball d'aquests protocols. La veu, el WAP i els jocs de xarxa mòbil es modelen d'una manera menys complicada.